# Return to Halloweentown
Return to Halloweentown é um telefilme original do canal Disney Channel, lançado em 20 deoutubro de 2006. Este é o quarto e último filme da série Halloweentown.
A estréia nos Estados Unidos marcou 7,5 milhões de espectadores, tornando-o o programa de TV a cabo mais assistido do dia.
É o filme de maior audiência da série, que até então era o filme Halloweentown High, que conseguiu 6.1 milhões de espectadores.

## Enredo
Marnie tem 18 anos e está totalmente empolgada para se tornar uma verdadeira bruxa. Para realizar seu sonho, ela ganhou uma bolsa integral para a renomada Universidade de Halloweentown, a Witch University. Porém a escola agora é completamente diferente do que era, durante as aulas as bruxas e feiticeiros não podem usar magia, em vez disso, eles aprendem sobre Shakespeare e a história da mágica.  
As aulas são chatas para Marnie, até que uma caixa com o nome "S. Cromwell" aparece magicamente na frente dela. Marnie vai até uma de suas professoras, Sra. Periwinkle, e pede uma explicação. Periwinkle só diz a Marnie que o S. significa "Splendora". Sendo assim, Marnie decide viajar ao passado para conhecer Splendora e buscar respostas sobre a verdadeira natureza do presente enigmático. Splendora explica que o Dom é um amuleto que dá ao portador o poder de controlar qualquer pessoa, um poder que as bruxas são proibidas de usar. 

## Elenco
- Sara Paxton como Marnie Piper/Agatha "Aggie" Cromwell Jovem
- Lucas Grabeel como Ethan Dalloway
- Debbie Reynolds como Agatha "Aggie" Cromwell
- Judith Hoag como Gwen Piper
- Joey Zimmerman como Dylan Piper
- Kristy Wu como Scarlett Sinister
- Summer Bishil como Aneesa
- Keone Young como Silas Sinister
- Leslie Wing como Dr. Lwaxana Goodwyn
- Millicent Martin como Prof. Persimmon Periwinkle
- Kellie Cockrell como Saphire Sinister
- Katie Cockrell como Sage Sinister
- Christopher Robin Miller como Troll Jovem
- Darren Ewing como Morose Cashier
- Brighton Hertford como Prof. Persimmon Periwinkle
- Stefania Barr como Bratty Daughter